# Plénée-Jugon
Plénée-Jugon (tiếng Breton: Plened-Yugon, Gallo: Plénét) là một xã của tỉnh Côtes-d’Armor, thuộc vùng Bretagne, tây bắc Pháp.

## Dân số
Người dân ở Plénée-Jugon được gọi là Plénéens.